# جون غالاغير (لاعب كرة قاعدة)
جون غالاغير (بالإنجليزية: John Gallagher)‏ هو لاعب كرة قاعدة أمريكي، ولد في 18 فبراير 1892 في بيتسبرغ في الولايات المتحدة، وتوفي في 30 مارس 1952 في نورفولك في الولايات المتحدة.

## وصلات خارجية
- جون غالاغير على موقعبيزبول رفرنس.كوم (الدوري الرئيسي) (الإنجليزية)